# Karin Nordgren
Karin Elisabet Håkansson, känd under flicknamnet Karin Nordgren, född 30 april 1919 i Landskrona, död 20 januari 2001 i Oscars församling i Stockholm, var en svensk skådespelerska. 
Karin Nordgren filmdebuterade 1939. Hon kom att medverka i drygt 15 filmproduktioner. 
Hon var dotter till kamreren, sedermera assuransdirektören Hugo Nordgren och Nanny Åkeson. Hon var 1941–1954 gift med skådespelaren och regissören Alf Kjellin (1920–1988) och från 1954 med läkaren Carl-Einar Håkansson (1918–2003).
Karin Nordgren är begravd på Norra begravningsplatsen utanför Stockholm.

## Filmografi i urval
- 1939 – Filmen om Emelie Högqvist
- 1939 – Kadettkamrater
- 1939 – Valfångare
- 1940 – Juninatten
- 1940 – Kyss henne!
- 1941 – Lärarinna på vift
- 1941 – Landstormens lilla argbigga
- 1941 – Dunungen
- 1942 – En sjöman i frack

## Teater

### Roller (ej komplett)
| År   | Roll         | Produktion                               | Regi             | Teater      |
| ---- | ------------ | ---------------------------------------- | ---------------- | ----------- |
| 1945 | Pearl Bryant | Tobaksvägen (Tobacco Road) Jack Kirkland | Per-Axel Branner | Nya Teatern |